# Amelia Solar de Claro
Maria Amelia de las Mercedes Solar, conocida también como Amelia Solar de Claro (11 de octubre de 1836- 21 de noviembre de 1913), fue una poetisa, dramaturga y ensayista chilena

## Biografía
Fue hija de José María del Solar Marín y Mercedes Marín del Solar, la primera poetisa e intelectual chilena. Contrajo matrimonio con José Luis Claro y Cruz, el impulsor y uno de los fundadores del Cuerpo de Bomberos de Santiago, con quien tuvo cuatro hijos, entre ellos el célebre jurista chileno Luis Claro Solar y el diputado Raúl Claro Solar.
Es reconocida por haber escrito y publicado uno de los primeros textos dramáticos de literatura infantil chilena: María Cenicienta: comedia en 3 actos i en verso, una obra cómica que se representó en Valparaíso en 1884.
Junto con otras escritoras como Delfina María Hidalgo o Quiteria Varas Marín, publicó algunos de los primeros textos adscritos a la lírica femenina chilena a fines del siglo XIX;

## Obras
- Haroldo: episodio del siglo XV, tomado del francés (Santiago: Imprenta "Victoria", 1887).
- María Cenicienta: comedia en 3 actos i en verso (Santiago: Establecimiento Poligráfico Roma, 1898; Impr, i Libr. Excelsior, 1917).
- Recuerdos (Santiago: Imp. Universitaria, 1914).
- Poesías de la Sra. Amelia Solar de Claro (Santiago: Impr. y Encuadernación Antigua Inglesa, 1916).